# 서플람스어
서플람스어(네덜란드어: West-Vlaams) 또는 서플라망어(프랑스어: flamand occidental)는 베스트플란데런주를 비롯한 벨기에 서부와 이에 인접한 프랑스(노르주)와 네덜란드(제일란트 플란데런) 영토에서 쓰이는 저지 프랑크어 방언의 일종이다.

## 같이 보기
- 네덜란드어의 방언
- 플람스어
  - 프랑스 플람스어
- 플람스인